# Thwaitesia argentiopunctata
Thwaitesia argentiopunctata là một loài nhện trong họ Theridiidae.
Loài này thuộc chi Thwaitesia. Thwaitesia argentiopunctata được William Joseph Rainbow miêu tả năm 1916.